# 電気新聞
電気新聞（でんきしんぶん）は、1907年に創刊された電気・エネルギー分野の日刊専門紙である。一般財団法人日本電気協会の新聞部が発行する。

## 概要
日本専門新聞協会に加盟しているが、電波新聞、電波タイムズとはまったく関係ない。電力・ガス会社をはじめとするエネルギー関連産業の動向から、原子力産業、重電、電気保安、建設・電設工事や情報通信の新技術開発、地球環境問題まで幅広く報道している。
創刊時は日本工業書院により電気新報として発行されていた。1942年（昭和17年）12月から、社団法人日本電気協会（新聞部）が継承している。
2006年（平成18年）には創刊100周年を記念し、学校現場におけるエネルギー教育の優れた事例を表彰するエネルギー教育賞を創設した。
2017年（平成29年）には創刊110周年に際し、電子媒体「電気新聞デジタル」を創刊した。
東京本社に加えて、取材網として西部総局（大阪市）、中部総局（名古屋市）、北海道支局（札幌市）、東北支局（仙台市）、北陸支局（富山市）、中国支局（広島市）、四国支局（高松市）、九州支局（福岡市）を持つ。